# Parádsasvár
Parádsasvár là một thị trấn thuộc hạt Heves, Hungary. Thị trấn này có diện tích 16,94 km², dân số năm 2010 là 419 người, mật độ 25 người/km².